# Geografía de la provincia de León

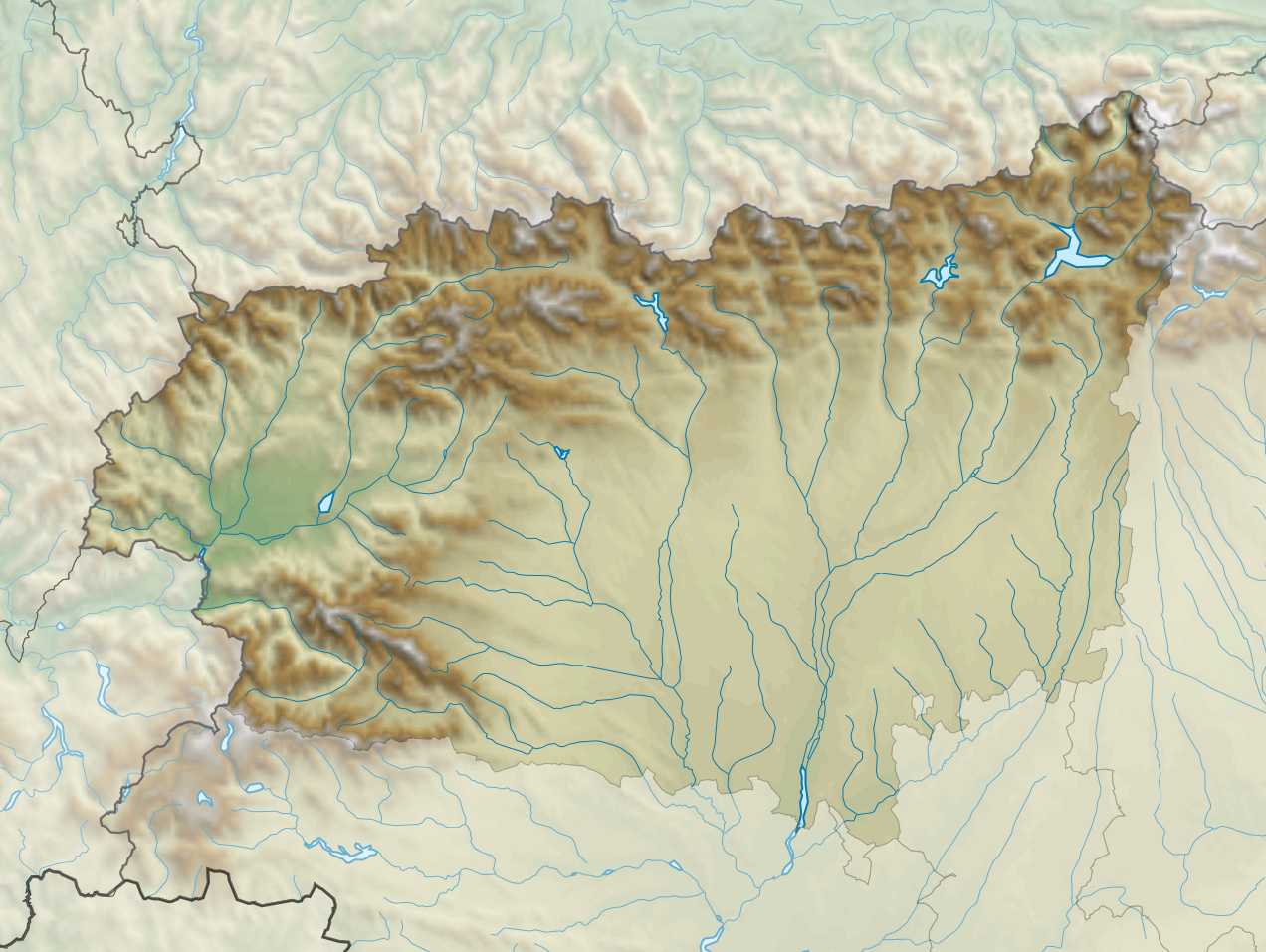
Mapa físico de la provincia

La provincia de León se localiza en la parte noroccidental de la península ibérica, en la comunidad autónoma de Castilla y León (España). Presenta un medio heterogéneo en su borde occidental y en la vertiente sur de la cordillera Cantábrica, entre los 400 y más de 2000 metros de altitud, con un clima muy contrastado, mientras que el espacio de la Meseta leonesa es más homogéneo, entre los 700 y 1200 metros, con un paisaje diseccionado por la red fluvial, caracterizado por la sucesión de terrazas fluviales de las riberas en alternancia con los interfluvios de los páramos de rañas y detríticos y unas condiciones climáticas de tipo mediterráneo continentalizado. En relación con los recursos hídricos disponibles, son de origen desigual en cuanto al aporte de precipitaciones, pero la regulación por embalses y los canales derivados para riegos, que benefician a unas 70 000 hectáreas —la mayor extensión de regadíos de la cuenca del Duero—, han modificado notablemente el paisaje de la provincia.

## Ubicación

Ubicación de la provincia respecto a España

La provincia de León se sitúa en la parte noroeste de la península ibérica, en contacto —y compartiendo, por tanto, rasgos de transición— con las regiones de Asturias, Galicia y Castilla. Con una extensión de 15 581 km², se trata de una de las provincias españolas más extensas y, geográficamente, parte de su territorio se enmarca en la Meseta Central, mientras que los valles septentrionales como Sajambre y Valdeón y la cuenca del Bierzo son típicamente cantábricos y galaicos, respectivamente. Cuenta con un perímetro de 741 km y, administrativamente, limita al norte con Asturias y Cantabria, al sur con las provincias de Zamora y Valladolid, al este con la provincia de Palencia y al oeste con las provincias de Lugo y Orense.
| Noroeste: Principado de Asturias               | Norte: Principado de Asturias | Noreste: Cantabria               |
| Oeste: Provincia de Lugo y Provincia de Orense |                               | Este: Provincia de Palencia      |
| Suroeste Provincia de Zamora                   | Sur: Provincia de Zamora      | Sureste: Provincia de Valladolid |

## Orografía
El espacio geográfico leonés se organiza en tres subespacios o unidades que presentan unos rasgos comunes tanto en lo físico como en lo humano, y que ofrecen una rica diversidad de paisajes, desde la zona montañosa, de clima frío y producción ganadera, pasando por el Bierzo, con auras y productos mediterráneos, hasta la llanura, con clima de meseta y producción cerealística. Tal y como describió Domínguez Berrueta, se trata de una provincia «en la que la naturaleza ha puesto los matices más variados hasta el punto de que ella solo es y parece un resumen de la producción y de los paisajes de España entera; caso único en la Geografía peninsular ibérica». Las formaciones montañosas ocupan una parte considerable del espacio provincial; así, más del 50 % de la superficie total está por encima de los 1000 m de altitud.

### Depresiones del Sil

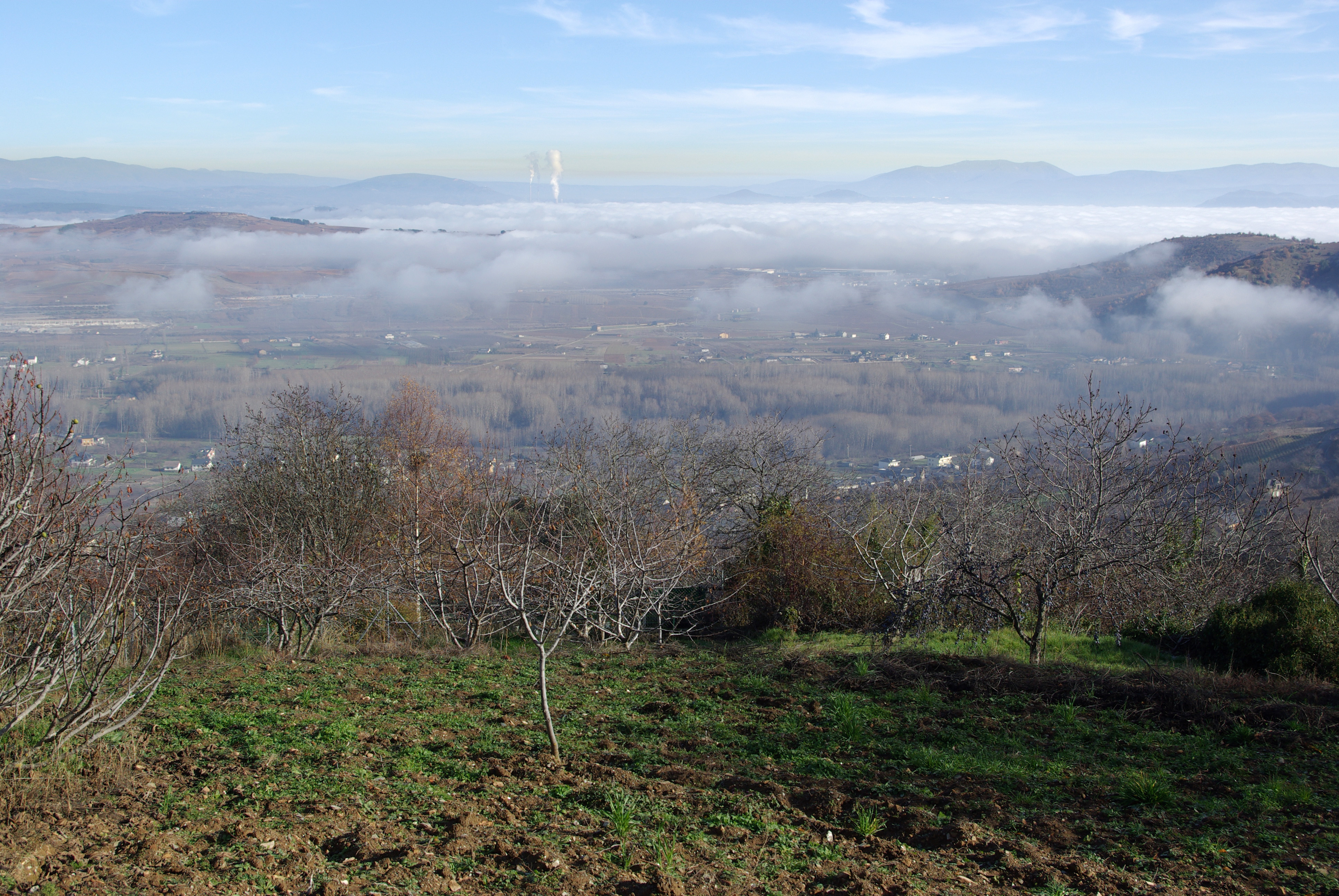
Hoya del Bierzo vista desde Corullón

El río Sil, en su discurrir hacia Galicia, drena una superficie limitada por la cordillera Cantábrica al norte, las sierras de Ancares y Caurel al oeste, la sierra de Cabrera al sur y los Montes de León al este, y que se caracteriza por una serie de depresiones interiores, compartimentadas por los relieves que se cruzan transversalmente, de las cuales la comarca del valle de Laciana es la primera, seguida de la hoyas del Bierzo y Cabrera Baja.

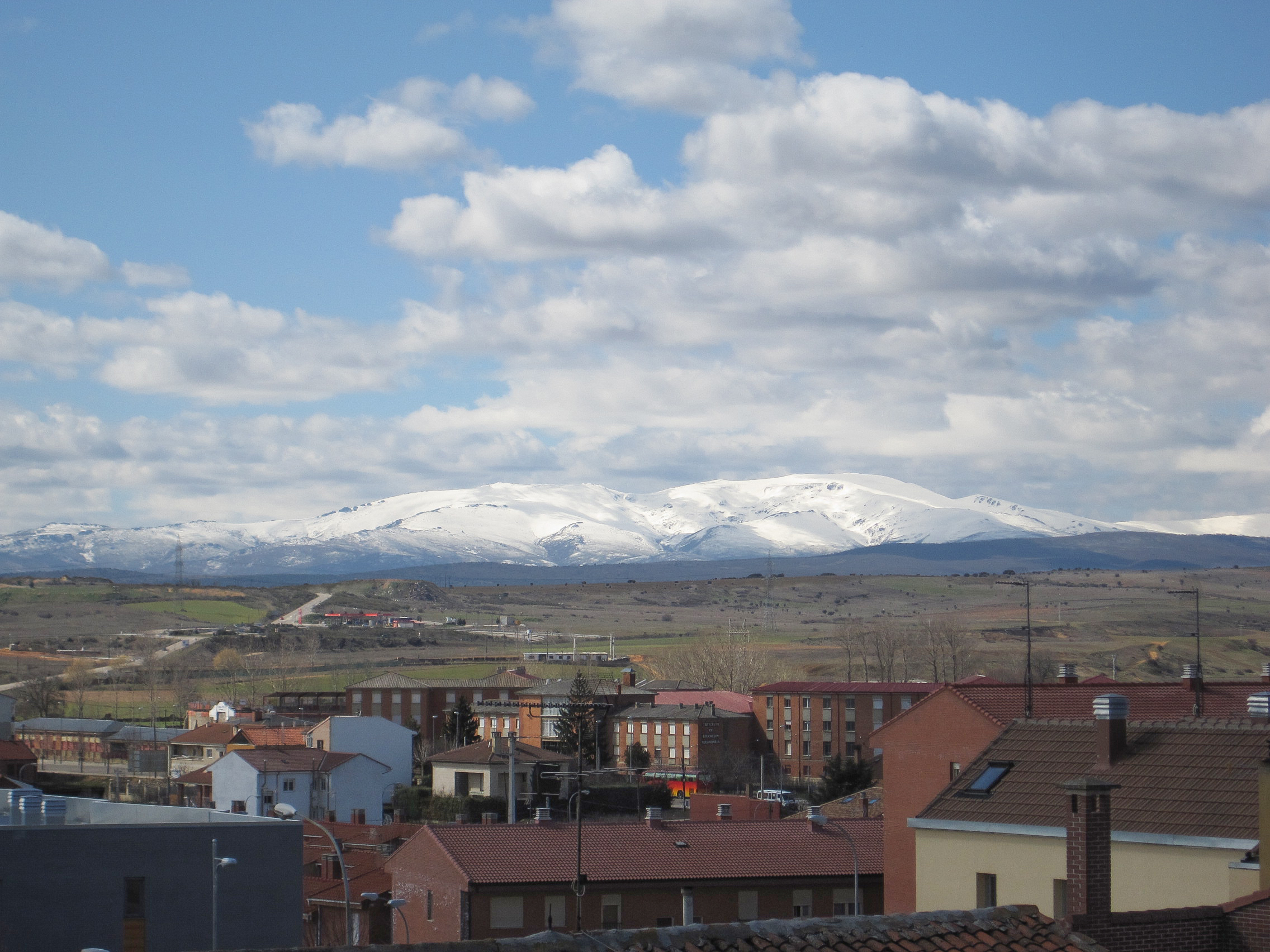
El Teleno, cumbre más alta de los Montes de León, visto desde Astorga

Todo este espacio se enmarca en la macroestructura del Macizo Galaico-Leonés, que cierra a la provincia por el oeste y la separa de las penillanuras gallegas. Se trata de un abombamiento del antiguo macizo paleozoico que durante el Terciario se fracturó en distintas unidades y que culmina en el Teleno (2188 metros); otras alturas destacadas son el Nevadín (2077 m), Catoute (2112 m), Aquiana (1846 m) y Vizcodillo (2121 m). Los materiales predominantes son las cuarcitas y las pizarras; debido a su rigidez, los empujes terciarios rompieron estos materiales, individualizando unidades como la Cabrera, los Montes de León y las sierras de Ancares y Caurel, todas ellas rodeando la cubeta tectónica del Bierzo.
Esta se diferencia en dos sectores: el Alto Bierzo, que presenta las mismas características de las montañas del noroeste ibérico, y el Bajo Bierzo, la hoya propiamente dicha, que presenta una altitud en torno a 500 metros —en algunos sectores por debajo de dicha cifra— y determinados rasgos de mediterraneidad. Se trata de una depresión tectónica, de unos 50 km de oeste a este y 30 a 40 km de norte a sur, encubierta bajo depósitos terciarios que, modificados por el modelado cuaternario, dieron lugar a un paisaje de campiña y vegas.
El modelado es fruto del glaciarismo, con superficies elevadas pero aplanadas (interrumpidas únicamente por crestones de cuarcitas), valles en «U» y lagos y lagunas como los de Truchillas y La Baña. Por su parte, la red fluvial se encajó a través de fallas longitudinales y transversales.

### Montaña leonesa

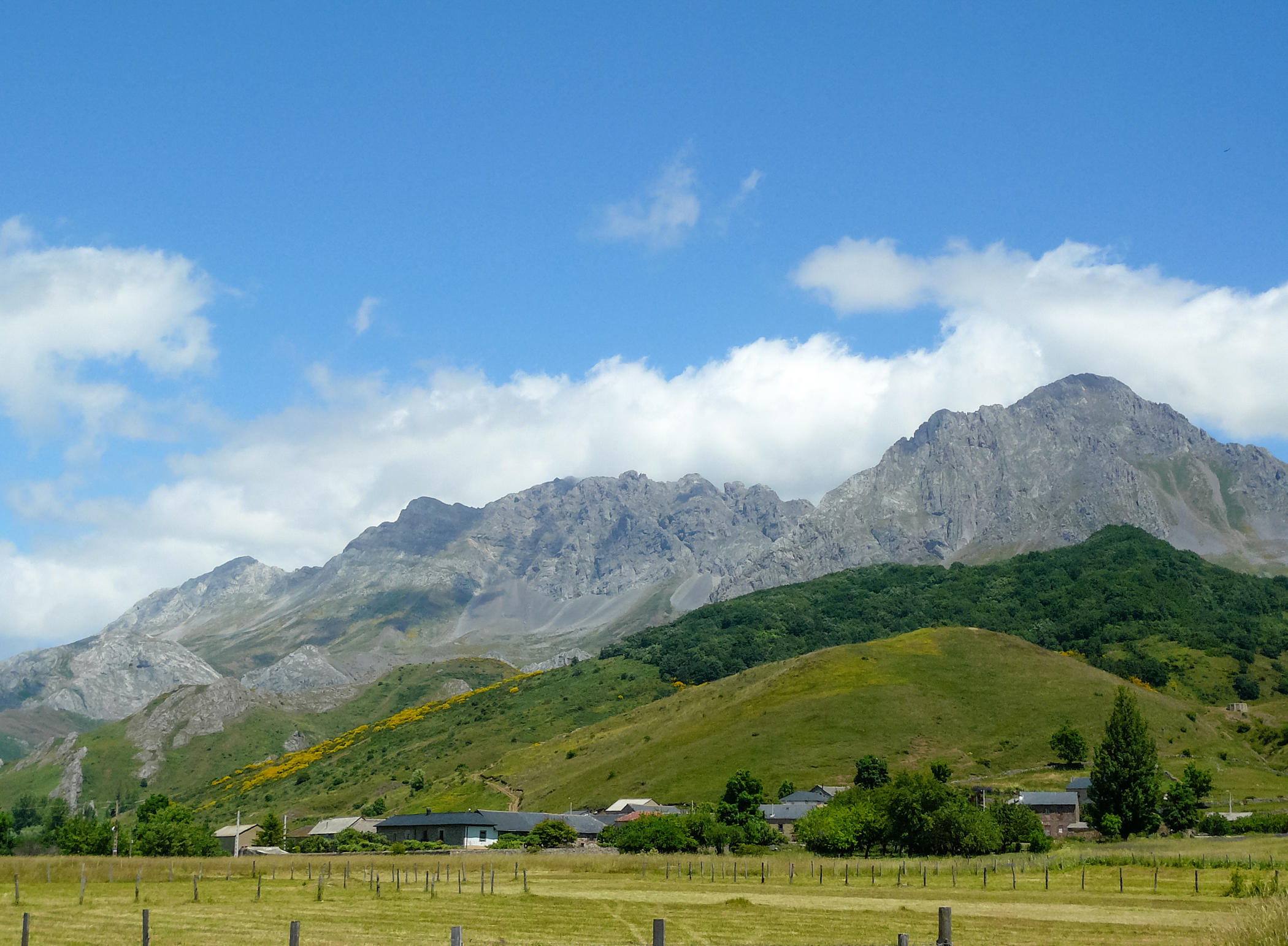
La localidad de Candemuela a los pies de Peña Ubiña

Este espacio, que tiene continuidad en la montaña palentina y burgalesa, separa la provincia de León de Asturias y Cantabria y representa el tramo más occidental de la cordillera Cantábrica. La vertiente sur de esta desciende suavemente hasta encontrarse con la llanura, en contraste con la vertiente septentrional asturiana, donde el desnivel es mayor debido a su proximidad al mar. Se puede dividir en tres sectores; en la parte occidental, las alineaciones se disponen de oeste a este, con interfluvios que se elevan más de 2000 metros —Peña Ubiña (2417 m)— y donde los cursos fluviales han abierto las depresiones de las comarcas de Babia y Omaña. En el sector central, los cursos del Bernesga, Torío, Curueño y Porma han dado lugar a valles transversales, de disposición norte-sur, formando hoces como las de Vegacervera y Curueño. En esta zona, además, el modelado kárstico nos ha dejado formas como las cuevas de Valporquero y Llamazares.

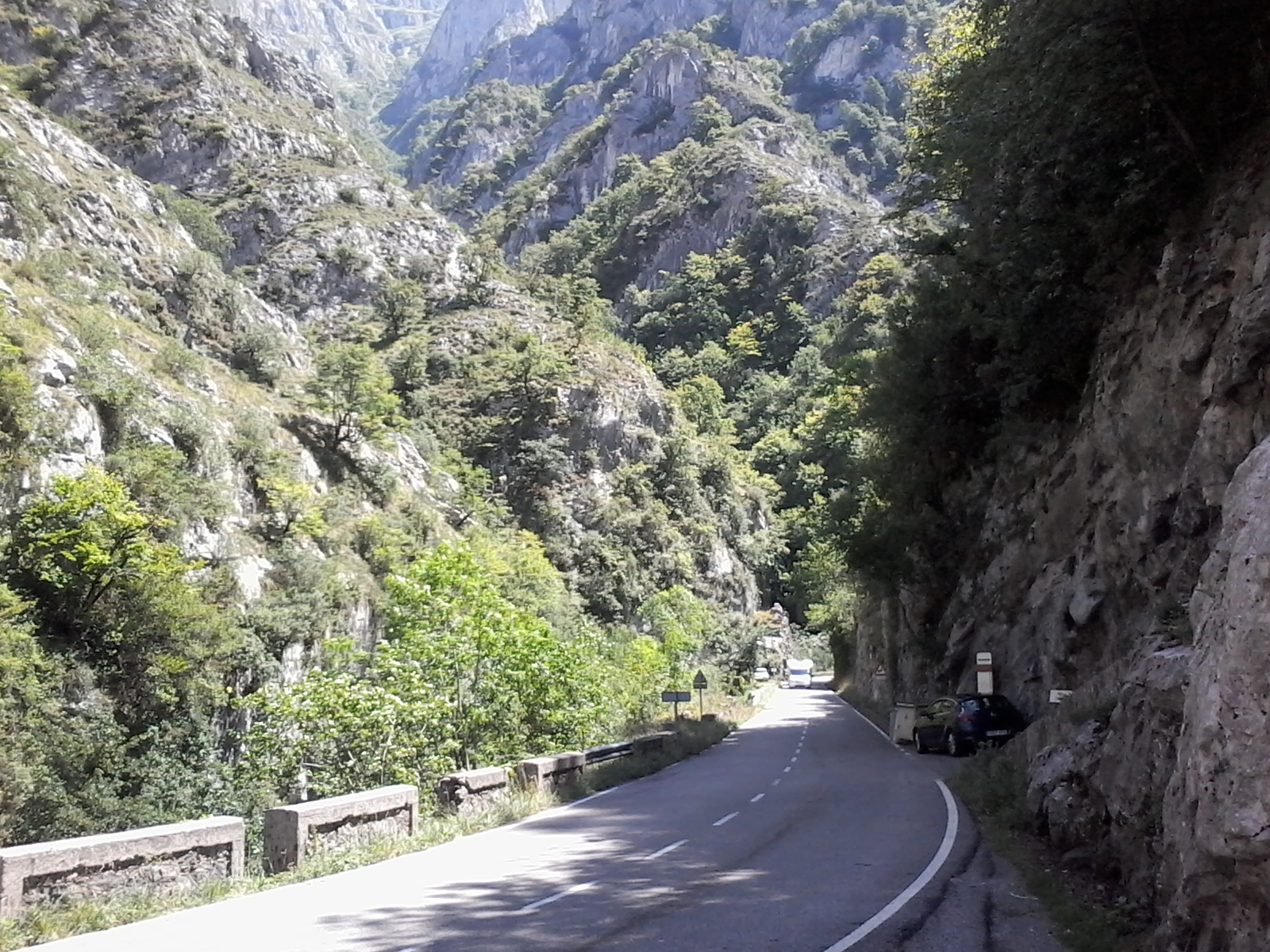
Los ríos que nacen en Picos de Europa han horadado gargantas y desfiladeros como el de Los Beyos

Por último, en el sector oriental, destaca el macizo calcáreo de los Picos de Europa, caracterizado por la alternancia de cuarcitas, pizarras y calizas paleozoicas y donde las formas de relieve son más abruptas, dándose las mayores altitudes de la provincia, con cumbres que sobrepasan los 2500 metros —Torre Cerredo (2648 m), Torre Santa (2596 m), Torre del Llambrión (2642 m)—. Los contrastes topográficos, resultado de la orogenia hercínico-alpina, se han visto acentuados por el encajonamiento de la red fluvial, como sucede en los valles de Sajambre y Valdeón, recorridos por los ríos Sella y Cares, que en su discurrir hacia el Cantábrico abren gargantas como el desfiladero de Los Beyos y la garganta del Cares.
En cuanto al modelado, destacan los efectos del glaciarismo en las cumbres más altas (cresterías, neveros, circos glaciares), las formas kársticas, gargantas y hoces de paredes casi verticales, dolinas, simas y la existencia de pequeñas cuencas intramontanas.

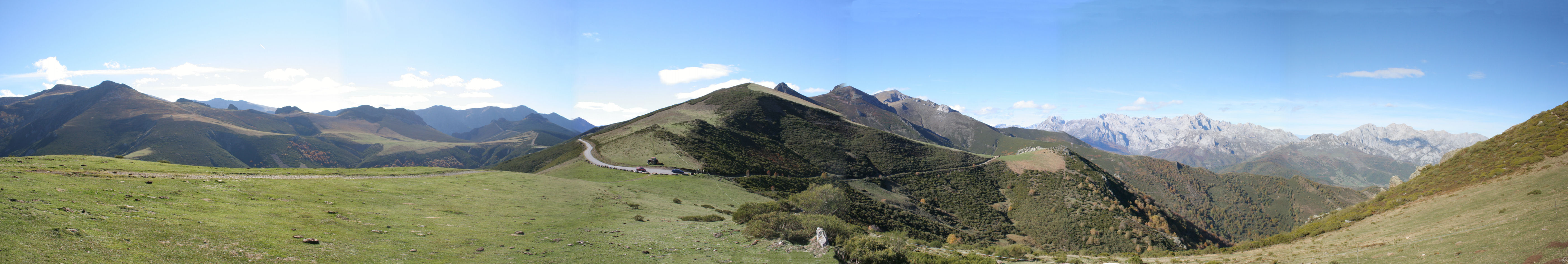
Vista desde el puerto de San Glorio, en el límite entre León y Cantabria, con los Picos de Europa a la derecha de la imagen

### Meseta leonesa

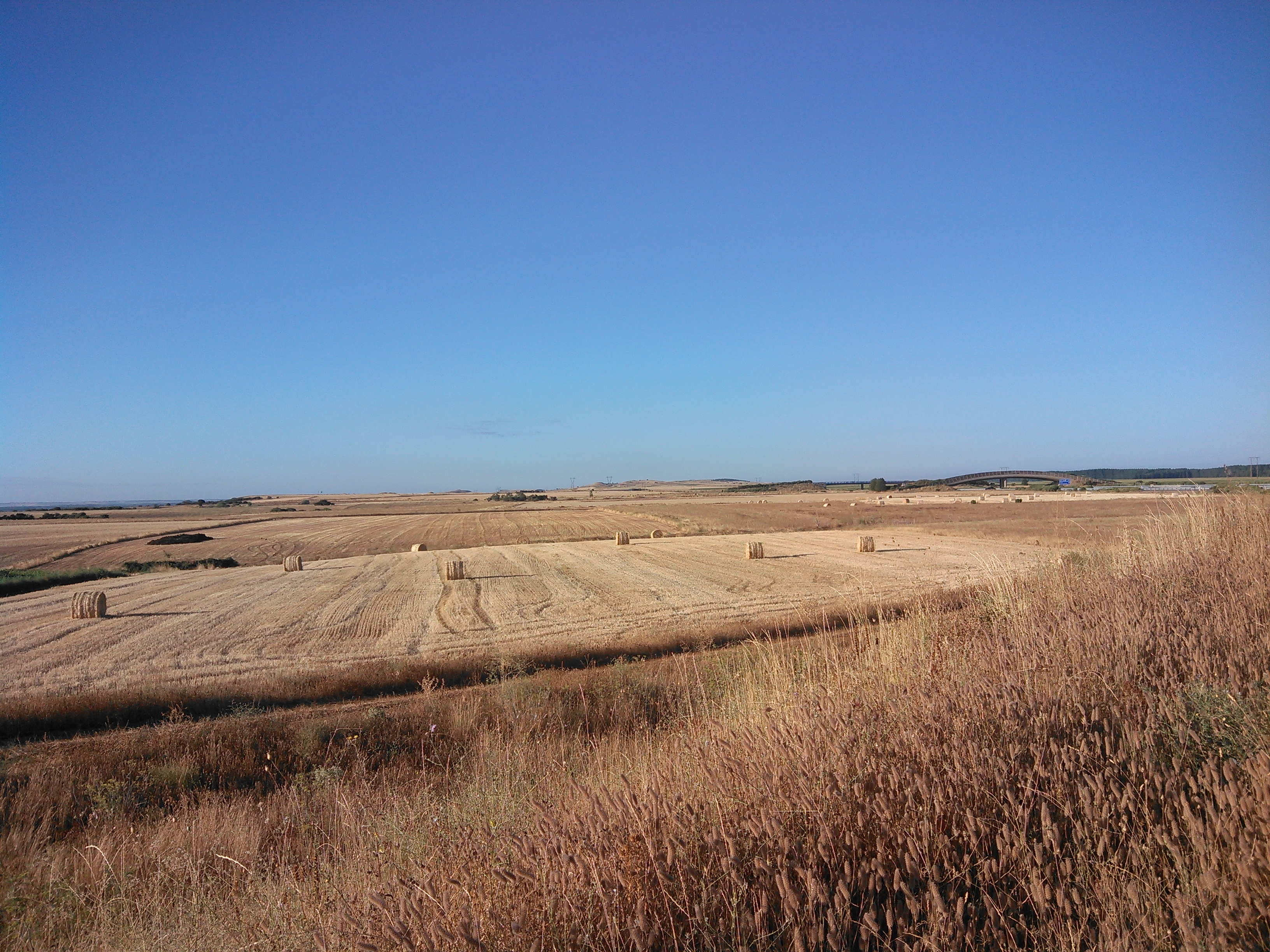
El relieve del sector mesetario de la provincia es prácticamente horizontal

Desde la cordillera Cantábrica al norte y los Montes de León al oeste se extiende un área que, entre terrazas y páramos, vegas y riberas, se extiende sin apenas discontinuidad por el sur en las provincias de Zamora, Palencia y Valladolid. Se trata de una plataforma de entre 700 y 1000 metros de altitud, diseccionada en sentido norte-sur por la red hidrográfica, que muestra un relieve prácticamente horizontal compuesto de páramos detríticos interrumpidos por terrazas e interfluvios. Debido a tales características, si bien es un territorio que pertenece a la Meseta, presenta una diversidad paisajística que la actividad humana ha intensificado.
En la parte septentrional las arcillas miocenas han sido recubiertas por un manto de cantos, gravas y arenas procedente de las montañas cantábricas. Los ríos que descienden de la cordillera Cantábrica y el Macizo Galaico-Leonés se han encajado en tales depósitos, formando amplios valles entre los que destacan los interfluvios, relieves planos y elevados —900-1100 m— conocidos como páramos de rañas o chanas. Estos descienden hacia el centro de la cuenca sedimentaria fragmentándose en bandas paralelas, y allí donde han desaparecido se forman relieves de lomas, cerros y colinas.
Otra parte de la planicie está formada por las riberas de los ríos, que en la zona sur forman fértiles vegas, y entre los distintos interfluvios destaca el Páramo Leonés, comprendido entre los ríos Esla y Órbigo. Por su parte, en la zona meridional, los materiales predominantes son arcillas y arenas, sobre los cuales la erosión ha formado amplios valles con interfluvios que apenas destacan, conformando la llanura, suavemente ondulada, de Tierra de Campos.

## Hidrografía

### Ríos

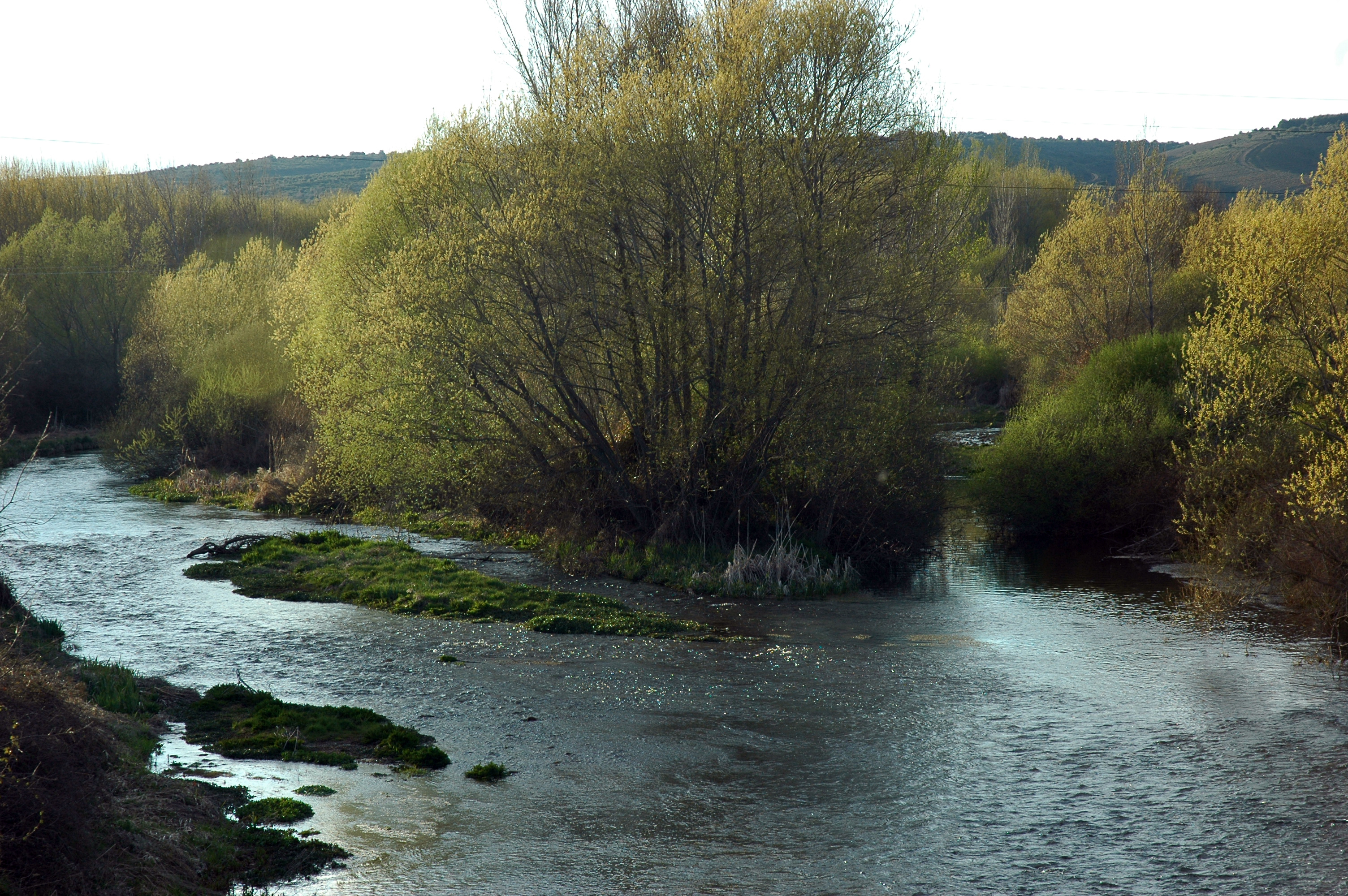
De la unión de los ríos Luna y Omaña nace el Órbigo

Los numerosos cursos de agua que discurren por la provincia nacen en el territorio de la misma, no recibiendo aguas desde ninguna otra provincia, y, excepto unos pocos que van al Cantábrico, todos los demás convergen en los ríos Esla y Sil, que desaguan en el Duero y Miño respectivamente. Por tanto, los ríos de la provincia corresponden a tres cuencas hidrográficas: Cantábrico, Miño-Sil y Duero.
La primera se limita a los valles de Sajambre y Valdeón, por donde discurren los ríos Sella y Cares, y a los valles donde se ubican Balouta y Suárbol, por donde discurren el Balouta y el Moreira —formado a partir de la unión del Barrialín y el río da Veiga—, que fluyen hacia el río Navia. Se trata de cursos fluviales que, debido a su cercanía al mar Cantábrico, poseen una alta capacidad erosiva; como ejemplo de esto se encuentran la garganta del Cares, con un desnivel de más de 2000 metros respecto a Torre Cerredo, o el desfiladero de Los Beyos. Los ríos se caracterizan por ser cortos y caudalosos y los valles suelen ser profundos en forma de V, con fuertes pendientes en las laderas y escasos espacios horizontales.

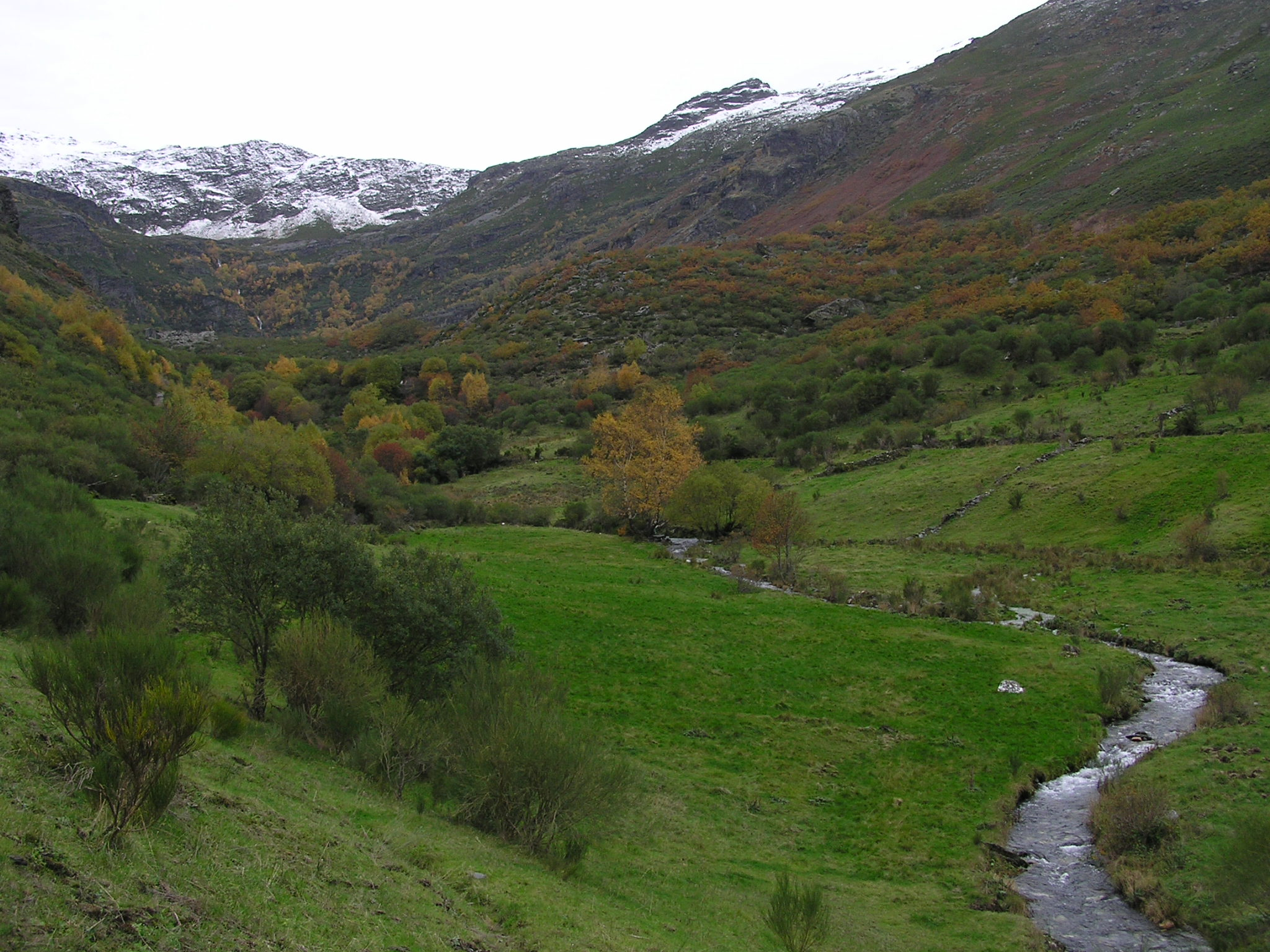
Nacimiento del Cabrera en las inmediaciones del lago de La Baña

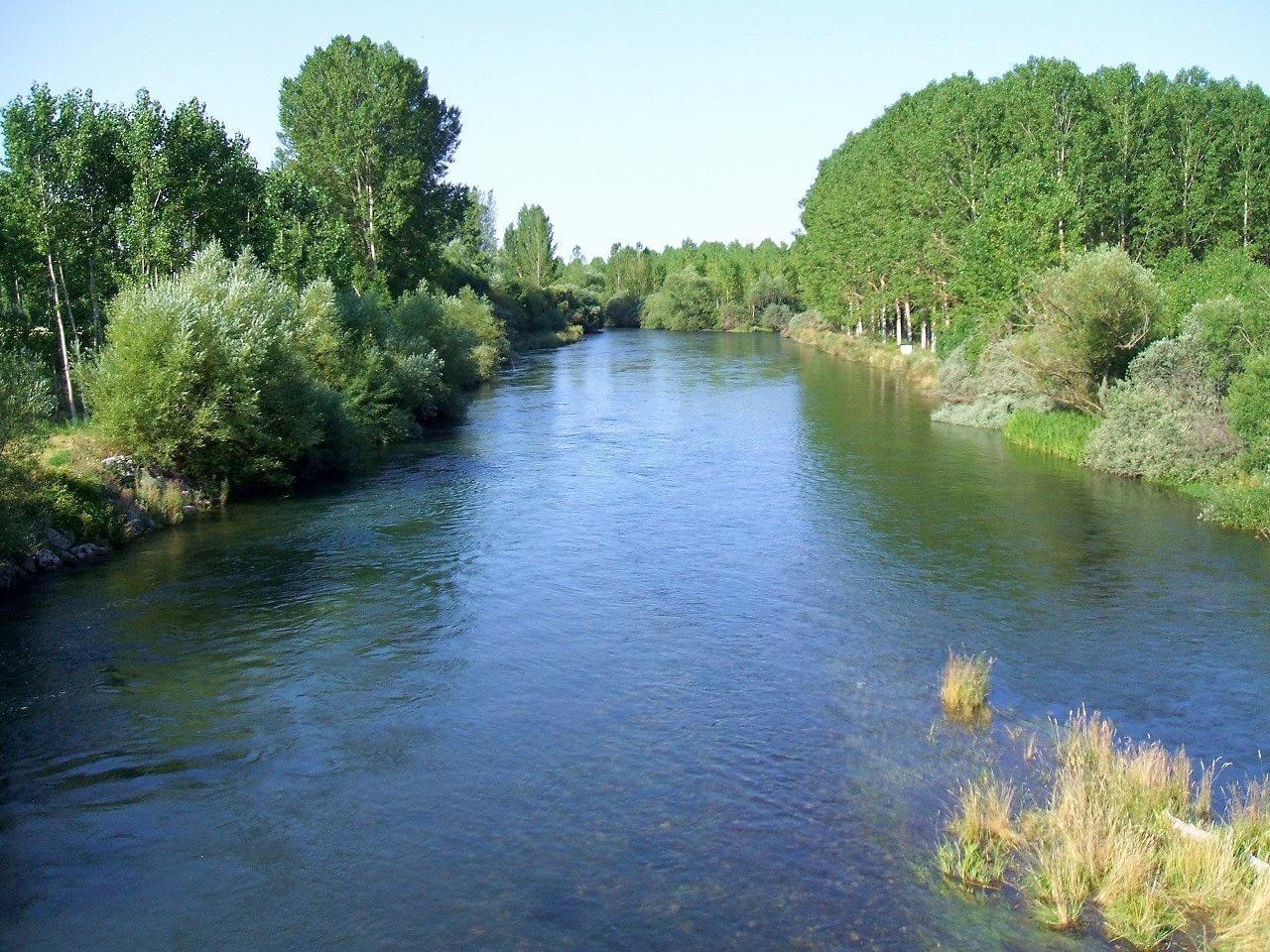
El río Esla a su paso por Gradefes

La cuenca del Miño está representada por el sistema del río Sil, separado de la cuenca del Duero por los Montes de León. El Sil nace cerca del puerto de Somiedo y discurre en dirección suroeste, atravesando Laciana y El Bierzo, antes de continuar su curso por la provincia de Orense. Tiene como afluentes principales al Cúa —con su afluente Ancares—, el Burbia —con su afluente Valcarce— y el Selmo por su margen derecha, mientras que recibe las aguas del Boeza —con sus afluentes Tremor y Meruelo— y el Cabrera por la margen izquierda. La fuerte capacidad erosiva de los ríos sobre los materiales, generalmente resistentes, ha provocado la formación de valles profundos, estrechos y pendientes, que únicamente se abren al recorrer las depresiones intramontañosas.
Por último, la cuenca del Duero abarca la mayor parte de la superficie provincial a través de uno de sus principales afluentes, el Esla. Este es el río más caudaloso de la provincia y recibe, por su margen derecha, las aguas del Porma —con su afluente el Curueño—, el Bernesga —con su afluente el Torío—, y el Órbigo —formado a partir de la unión de los ríos Luna y Omaña, y al que se unen el Tuerto, Turienzo, Duerna, Jamuz y Eria—. En cuanto a su margen izquierda, tiene como afluentes el Cea y el Valderaduey. Pertenecen también a esta cuenca varios cursos fluviales de los valles de Besande y Valverde de la Sierra, como el río Grande, que fluyen hacia el río Carrión, ya en Palencia. Se trata de cursos relativamente largos y caudalosos, de régimen pluvionival, con máximos en primavera y otoño debido al deshielo y a las precipitaciones, y mínimos en verano debido al estiaje.

### Lagos

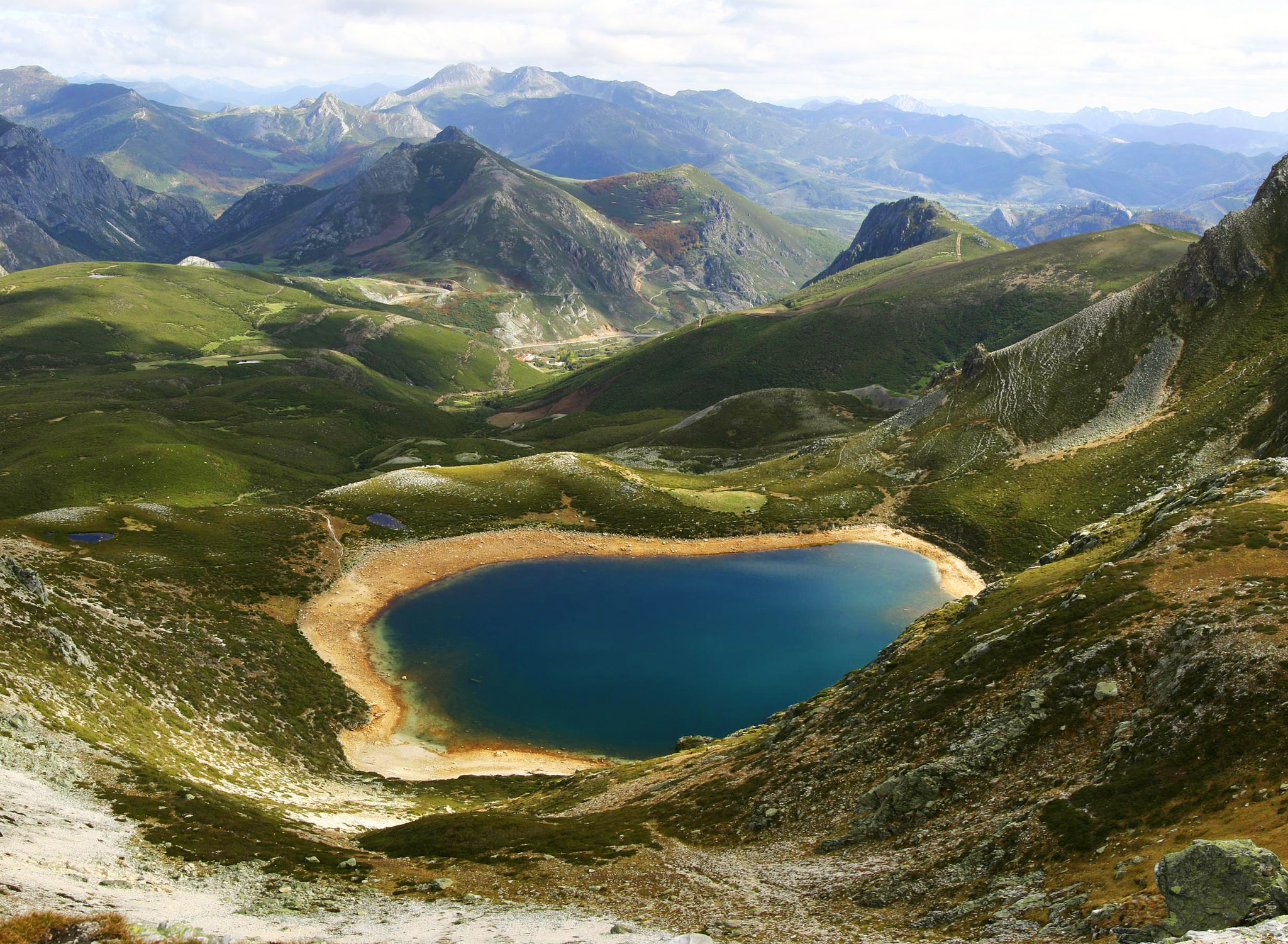
El lago Ausente, lago de origen glaciar cercano a la estación de esquí de San Isidro

La provincia, aunque no cuenta con lagos de gran entidad, alberga un conjunto de ellos tanto de origen glaciar como estepario. Del primer tipo son la laguna de Las Verdes y la laguna Grande o de Lago en Cabrillanes, los lagos Ausente e Isoba en Puebla de Lillo, las lagunas de Hoyos de Vargas en Boca de Huérgano, el lago de La Baña, el lago de Truchillas y la laguna Malicioso en Cabrera, el Pozo Cheiroso y las lagunas de Fasgueo en Palacios del Sil, el lago Cuiña y el Pozo Ferreira en Ancares y la laguna de la Rebeza en Igüeña.
De tipo estepario son, por ejemplo, la laguna de Quintana y Congosto, la laguna de Chozas de Arriba, la laguna de Antimio de Arriba, la laguna Sentiz en Valdepolo, la laguna Som en Méizara, la laguna de Cal en Fontecha, la laguna de Antimio de Abajo, las lagunas de Villagán y Vallejos en Joarillas de las Matas, la laguna de las Barreras en Villacalabuey, y la laguna Grande en Bercianos del Real Camino, la laguna Seca en Grajalejo de las Matas, la laguna Grande en Valverde-Enrique y la laguna de Roteles en Villadangos del Páramo. De forma general, el deterioro de la capa freática ha provocado la desaparición de muchos de los humedales que había en la provincia; como ejemplo notorio se encuentran las lagunas del Páramo, cuya desecación se debió a la concentración parcelaria y al regadío artificial. En 1948, Luis Pardo, en su obra Catálogo de los lagos de España, describía un total de 132 lagos en la provincia, de los cuales perviven medio centenar.
Por otra parte, también destaca el lago de Carucedo que, a diferencia de los anteriores, es de origen artificial. Su formación tuvo lugar a consecuencia de la tierra extraída de Las Médulas; los romanos eligieron dicho lugar para verter el barro que restaba después de extraer el oro en los lavaderos y, desde ahí, ser arrastrado hacia el Sil. Con el paso del tiempo se formó una barrera, embalsando el agua y dando origen al lago.

### Embalses

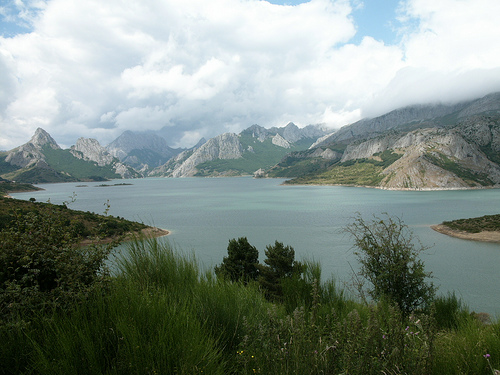
Vista general del embalse de Riaño

El territorio leonés ofrece condiciones favorables para la construcción de este tipo de obras debido a su accidentado relieve y a sus abundantes precipitaciones tanto en forma de lluvia como de nieve. Por ello, desde el siglo XX distintos cauces fluviales tienen regulado su caudal mediante embalses y azudes, lo que asegura un caudal ecológico todo el año, y permite el aprovechamiento de los mismos para abastecimiento, regadío, generación de energía hidroeléctrica y uso turístico.
En la parte correspondiente a la cuenca del Duero, los principales embalses son el de Riaño (ríos Esla y Yuso), Porma (río Porma), Barrios de Luna (río Luna), Casares (río Casares), y Villameca (río Tuerto). Por su parte, pertenecientes a la cuenca del Miño-Sil, se encuentran los embalses de Bárcena (río Sil), Campañana (río Sil), Las Rozas (río Sil) y Matalavilla (arroyo de Valseco).

## Clima

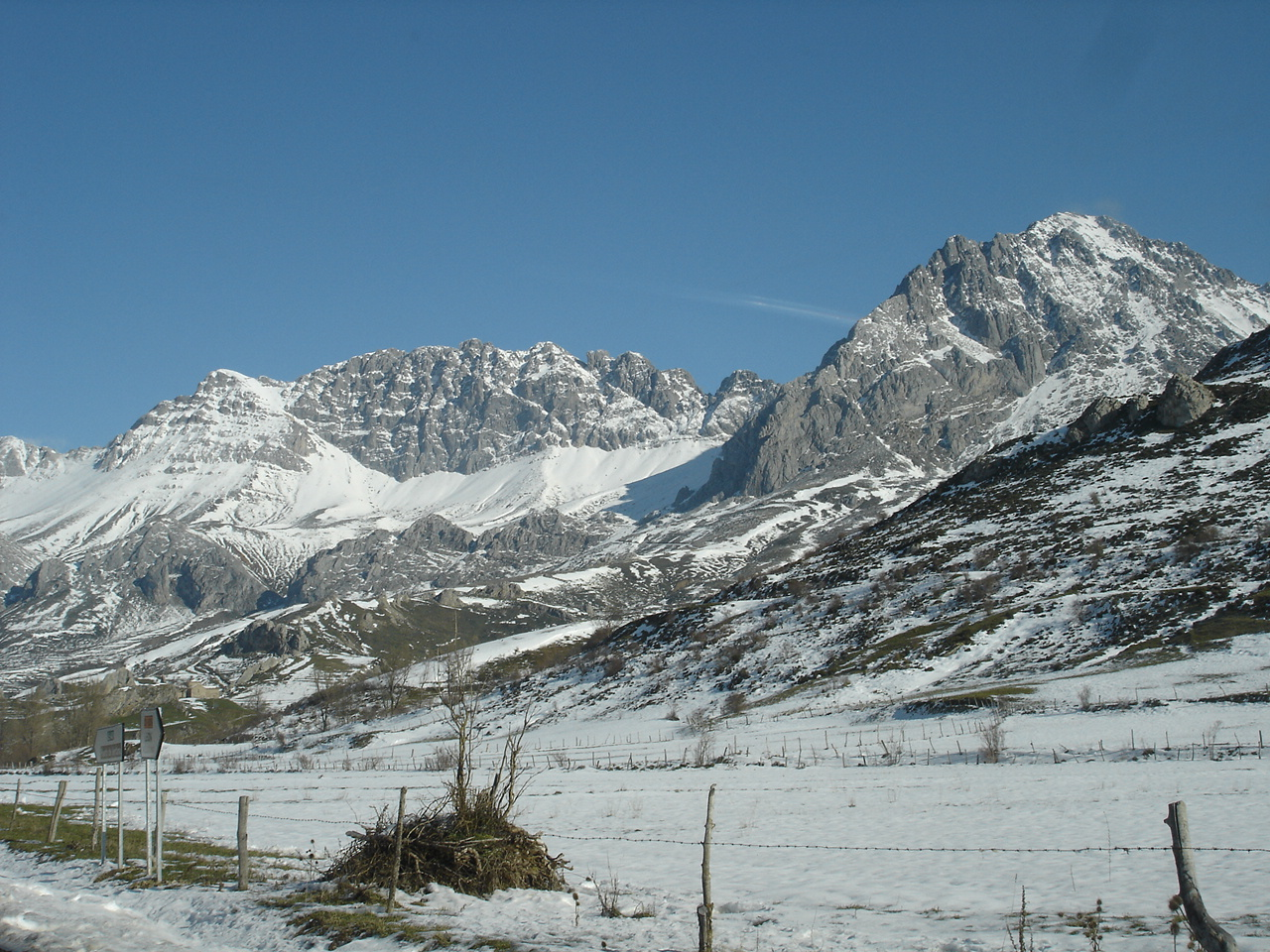
En invierno, las nevadas son habituales en parte de la provincia, especialmente en las montañas

A nivel climático, la provincia es un espacio de transición entre la Meseta y las zonas montañosas, por lo que no posee un clima uniforme, pero de forma general está presente el clima mediterráneo de influencia continental y, en algunos sectores, bajo la influencia atlántica. Sus principales características son la elevada amplitud térmica, inviernos fríos y largos, riesgo de heladas durante todo el año, primavera y otoño de escaso significado y temperaturas moderadas durante el verano.
Las temperaturas, en general, son frías, especialmente en las zonas montañosas, debido a la elevada altitud media y a la abundancia de heladas, que se extienden desde noviembre hasta mayo, aunque hay zonas, como los valles bercianos, mejor aclimatadas. El periodo invernal más duro es el de las nevadas, entre diciembre y febrero. El 7 de enero de 2021 se registró en la Vega de Liordes, en Picos de Europa, el récord histórico de temperatura mínima en España con -35,8 grados. La primavera no es una buena estación en general debido a las heladas y nevadas tardías, excepto en el Bierzo, donde es más benigna, y el verano es relativamente corto y no muy caluroso, siendo los días más calurosos entre el 15 de julio y el 15 de agosto. Las elevadas temperaturas diurnas se suavizan por la noche, por lo que la oscilación térmica alcanza valores entre 12 y 20 grados. Por su parte, el otoño es más prolongado, con un descenso de las temperaturas y aumento de las heladas.
En cuanto a las precipitaciones, se distribuyen irregularmente en espacio y tiempo. En la franja norte y oeste se registran los valores más altos, por encima de 1500 mm anuales, mientras que en las zonas de meseta apenas reciben 500 mm. En ambos casos se concentran en primavera y otoño, por lo que la mayor parte de la provincia soporta aridez estival, especialmente en julio y agosto.
Más detalladamente, a partir de las variables de temperatura y precipitación, se pueden distinguir varias zonas climáticas dentro de la provincia. Así, aparece un clima mediterráneo templado en El Bierzo y la Meseta, con temperaturas suaves y entre 400 y 900 mm, un mediterráneo templado fresco al sur de La Bañeza, limitando con Zamora, y en la Cabrera, Montes de León, Tierra de León y norte de Sahagún, con temperaturas más bajas y mayor precipitación excepto al sur de La Bañeza, y un mediterráneo templado frío en la Cordillera Cantábrica y Montes Aquilanos, con temperaturas bajas y precipitaciones abundantes.